# Карлос Каладо
Карлос Нуно Таварес Каладо  (порт. Carlos Nuno Tavares Calado; Алканена, 5. октобар 1975) је португалски атлетичар и национални рекордер, чија је специјалност био скок удаљ. У току каријере која је трајала 18 година (1993—2001), такмичио се и у троскоку, и трчању на 100 и 200 метара. Најдуже је био члан Атлетског клуба Спортинг из Лисабона.
Каладо је на Олимпијским играма 1996. у Атланти завршио као 19. у троскоку и 24. у скоку удаљ. На првом Европском првенству У-23. одржаном у Туркуу 1997. победио је уз помоћ ветра у скоку удаљ резултатом 8,32 м, 2 цм ипред Руса Кирила Сусонова и трећег Украјинца Алексеја Лукашевича. И у трци на 100 метара умешао се ветар. Победио је Грк Ангелос Павлакакис испред Калада и Марлона Девониша. У Валенсији на Европском првенству у дворани 1998. у скоку удаљ са 8,06 м победио је Лукашевич испред Калада на другом месту и Француза Емануела Бангеа на трећем, који су скочили 8,05 м .
На Олимпијским играма у Сиднеју 2000. Каладо је био десети у скоку удаљ са 7,94 м. На Светском првенству у дворани 2001. у Лисабону осваја бронзу са 8,16 м. Победио је Иван Педросо са 8,34 м испред Карима Стрита који је имао исти резултат као и Каладо, али је имао бољи други скок.
Последњи велики успех у каријери Кабало је имао на Светском првенству 2001. у Едмонтону када је узео бронзану медаљу са 8,21 м иза Ивана Педроса и Саванте Стрингфелоуа. После овог првенства на великим такмичењима није пролазио у финале.
Каладо је поставио укупно 11 националних рекорда. Његов национални рекорд на 100 метара оборио је Франсис Обиквелу, а рекорд у троскоку Нелсон Евора.

## Значајнији резултати
У својој дугогодишњој каријери Каладо је имао следеће запаженије резултате.
Национална такмичења
2 пута првак на 100 метара (1996, 1999)
2 пута првак на 200 метара (1996, 1997)
3 пута првак у скоку удаљ (1994, 2001, 2004)
2 пута првак у троскоку (1994, 1995)
6 пута првак у скоку удаљ у дворани (1995 - 2000)
4 пута првак у троскоку у дворани (1995 - 1997, 1999)
1 пута првак на 60 метара у дворани (1999)
1 пута јуниорски првак у скоку удаљ (1994)
2 пута јуниорски првак у троскоку (1993, 1994)
Међународна такмичења
Олимпијске игре
1996. Атланта — скок удаљ — 24. место (7,81)
троскок — 19 место (16,65)
2000. Сиднеј — скок удаљ — 10. место (7,94)
Светска првенства на отвореном
1997. Атина — 100 м — 43 место (10,41)
скок удаљ — 15. место — (7,92
1999. Севиља — 100 м — =24 место (10,24)
скок удаљ — 25. место — (7,75)
2001. Едмонтон — скок удаљ —  (8,21)
Светска првенства у дворани
1997. Париз — скок удаљ — 11 место (7,50)
2001. Лисабон — скок удаљ —  (8,16 НР)
Европска првенства у дворани
1998. Валенсија — скок удаљ — (8,05)
2002. Беч — скок удаљ — 17. место (7,67)
2005. Мадрид — троскок — 18. место (15,63)
Европско првенство за млађе сениоре У-23
1997. Турку — скок удаљ —  (8,32)
1997. Турку — 100 метара —  (10,29)
Светско првенство у атлетици за јуниоре
1994. Лисабон — скок удаљ — 8. место (7,56 )
1994. Лисабон — троскок — 6. место (16,14)

## Лични рекорди
на отвореном
100 м — 10,11 (-1,3) 	Виља Реал де Санто Антонио, 6.јун 1999.
200 м — 20,90 (+0,7) 	Коимбра, 20. јул 1997.
скок удаљ — 8,36 (+1,2) Лисабон, 20. јун 1997.
троскок — 17,08 (+1,3) Лисабон, 21. јун 1996.
у дворани
60 м — 6,60, Еспињо 20. фебруар 1999.
200 м — 21,74, Еспињо, 2. фебруар 2003.
скок удаљ — 8,22, Еспињо, 26. јануар 2002.
троскок — 17,09, Еспињо, 20. фебруар 1999.